# St. Nikolaus (Umelsdorf)

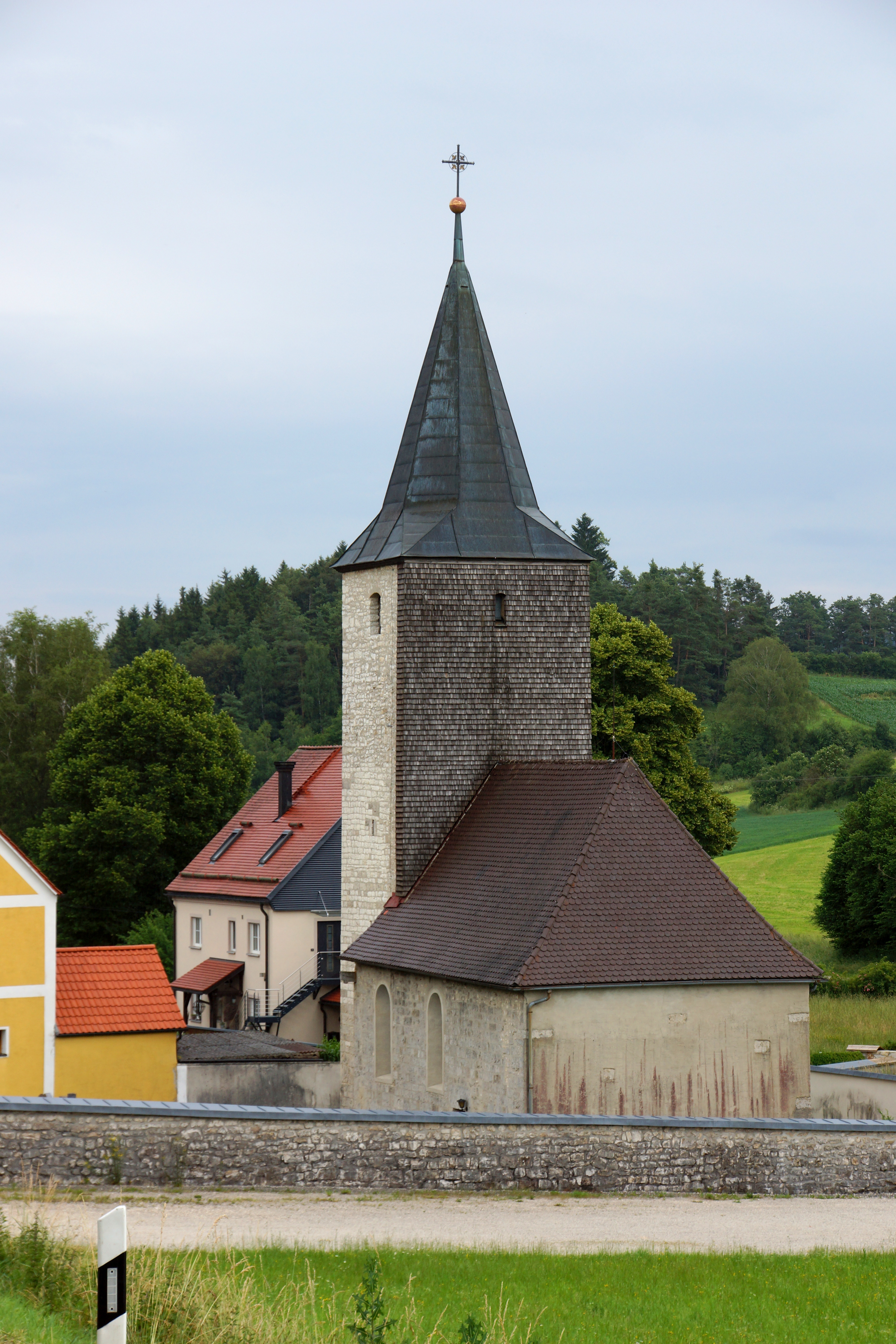
St. Nikolaus in Umelsdorf

Die römisch-katholische Filialkirche St. Nikolaus im Ortsteil Umelsdorf des oberpfälzischen Marktes Kastl im Landkreis Amberg-Sulzbach von Bayern ist eine Filiale der Katholischen Pfarrei St. Vitus in Utzenhofen und gehört zum Bistum Regensburg.

## Geschichte
Die Chorturmkirche wird auf das frühe 13. Jahrhundert datiert, obwohl Fensterformen und Mauertechnik auf eine frühere Entstehung hinweisen. Ursprünglich besaß die Kirche keinen Turm, sondern nur einen Rechteckchor, der etwas niedriger als das Langhaus war. In der zweiten Hälfte des 13. Jahrhunderts wurde der Chor eingewölbt und zu einem Turm aufgestockt. Aus dieser Zeit stammt auch die älteste der drei Glocken, die aufgrund ihrer Form in die Zeit von 1270/80 bestimmt wird. In der Zeit des Barock wurde die Kirche umgestaltet, ohne dass aber ihre romanische Fassade zerstört worden wäre. Dabei wurde das Langhaus um einen Meter erhöht, größere Fenster eingebrochen und der Turm mit Bruchsteinen aufgestockt; der heutige Spitzhelm ist aus rezenter Zeit. 
Unter der heute bestehenden Nikolauskirche wurden im Setzmörtel der Südmauer eines Vorgängerbaus Holzkohlereste geborgen, die mit Hilfe der Radiokarbondatierung (C14-Datierung) in den Zeitraum von 665 bis 775 nach Christus datiert wurden. Daraus ist zu schließen, dass Umelsdorf zu den ältesten bekannten Kirchengründungen in der heutigen Oberpfalz gehört. Dies ist in Zusammenhang mit dem
nahe gelegenen Königshof in Lauterhofen zu sehen, der bereits vor 788 bestand und dem letzten agilofingischen Herzog Tassilo III. von Karl dem Großen als Lehen verliehen worden war. Ein westlich an die Kirche anschließendes Gebäude könnte ein Saalbau aus dem 10. Jahrhundert gewesen sein. Die archäologischen Befunde aus dem Mittelalter und der frühen Neuzeit im Bereich der Kirche sind unter der Denkmalnummer D-3-6636-0089 in die Liste der denkmalgeschützten Baudenkmäler des Marktes Kastl aufgenommen.

## Baulichkeit
Die Kirche ist ein steinsichtiger, einschiffiger Bau mit einem Ostturm, in dessen Untergeschoss sich der Chor befindet. Das Mauerwerk besteht aus regelmäßig behauenen, mittelformatigen Dolomitquadern, im Osten des Baus sind Zwischeneinlagen aus helleren Schichtkalkstein eingemauert. Die spätere Erhöhung des Langschiffes ist an den Mauern der Außenwände ablesbar. Die ursprüngliche Traufhöhe wird durch zwei Kragsteine an der Ostwand markiert; sie waren wohl Träger einer hölzernen Dachrinne. An der Südseite bestehen noch zwei Rundbogenfenster aus der Erbauungszeit. Der Eingang besitzt einen wuchtigen Horizontalsturz; er befindet sich an der Nordseite der Kirche. Der romanische Türstock hat eine geschätzte Höhe von 170 cm. Die beiden Fenster links davon dürften romanische Vorläufer gehabt haben.
Der Chor ist eingezogen, d. h. schmäler als das Langhaus. Er wurde durch ein schmales Ostfenster mit ausgeschrägter Laibung beleuchtet. In gotischer Zeit wurde ein größeres Fenster ausgebrochen, das durch die später angesetzte Sakristei partiell zugestellt wird. Unverändert erhalten blieb der runde Chorbogen, der die Verbindung zum Langhaus darstellt. Das Gewölbe mit abgefasten Rippen und einem Tellerstein stammt aus der ersten Umbauphase. Zu dieser Zeit zählt auch die Sakramentnische links vom Hochaltar. 

## Innenausstattung
Das Langhaus ist barock überformt. Der Hochaltar ist mit reicher Akanthusschnitzerei versehen und ist wie ein Triumphbogen gestaltet. Das Altarblatt zeigt eine Szene aus dem Leben des Kirchenpatrons, dem Hl. Nikolaus. Die Seitenfiguren stellen den Diözesanheiligen Wolfgang sowie nochmals den Hl. Nikolaus dar; Letzterer ist an den Attributen der drei goldenen Kugeln aus der Zeit um 1500 zu erkennen.